# 2020 로드 FC 대회
2020 로드 FC 대회는 대한민국의 종합격투기단체  로드 FC의 2020년도 대회에 관하여 다루고 있다. 2020년은 로드 FC의 출범 10년째가 되는 해이다. 첫 대회는 5월 23일 ARC 001로 시작한다.
i

## 이벤트 목록
| # | 대회명                       | 메인이벤트            | 날짜            | 경기장                   | 장소       |
| - | ---------------------------- | --------------------- | --------------- | ------------------------ | ---------- |
| 3 | ARC 003: Kim vs. Oh          | 김은수 vs. 오일학     | 2020년 8월 29일 | 핫식스 아프리카 콜로세움 | 서울특별시 |
| 2 | ARC 002: Munguntsooj vs. Kim | 난딘에르덴 vs. 김세영 | 2020년 7월 18일 | 핫식스 아프리카 콜로세움 | 서울특별시 |
| 1 | ARC 001: Bae vs. Heo         | 배동현 vs. 허재혁     | 2020년 5월 23일 | 핫식스 아프리카 콜로세움 | 서울특별시 |

## ARC 003: Kim vs. Oh
아프리카TV 로드 챔피언십 ARC 001: 오일학 vs. 김은수는 대한민국의 종합격투기 단체 로드 FC가 대한민국의 인터넷 방송 플랫폼 아프라카TV와 공동으로 2020년 8월 29일 서울특별시 잠실동 롯데월드 핫식스 아프리카 콜로세움에서 개최한 대회이다.

### 라운드 걸
- 임지우, 심소미

## ARC 002: Munguntsooj vs. Kim
아프리카TV 로드 챔피언십 ARC 001: 난딘에르덴 vs. 김세영은 대한민국의 종합격투기 단체 로드 FC가 대한민국의 인터넷 방송 플랫폼 아프라카TV와 공동으로 2020년 7월 18일 서울특별시 잠실동 롯데월드 핫식스 아프리카 콜로세움에서 개최한 대회이다.

### 라운드 걸
- 임지우, 신해리, 심소미

## ARC 001: Heo vs. Bae
아프리카TV 로드 챔피언십 ARC 001: 허재혁 vs. 배동현은 대한민국의 종합격투기 단체 로드 FC가 대한민국의 인터넷 방송 플랫폼 아프라카TV와 공동으로 2020년 5월 23일 서울특별시 잠실동 롯데월드 핫식스 아프리카 콜로세움에서 개최한 대회이다.

### 라운드 걸
- 임지우, 신새롬

## 같이 보기
- 로드 FC 챔피언 목록
- 로드 FC 대회 목록
- 현 로드 FC 선수 목록
- 로드 FC 어워즈